# Mellicta deione
Mellicta deione är en fjärilsart som beskrevs av Jacob Hübner 1829/41. Mellicta deione ingår i släktet Mellicta och familjen praktfjärilar. Inga underarter finns listade i Catalogue of Life.

## Bildgalleri

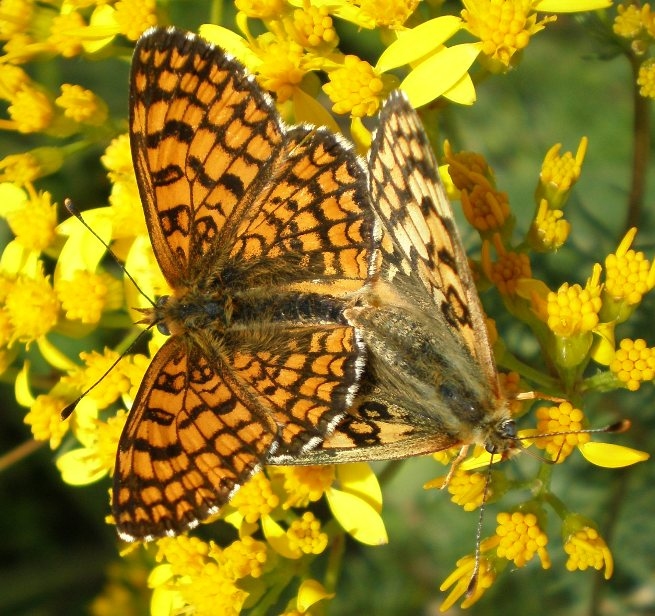

## Beskrivning

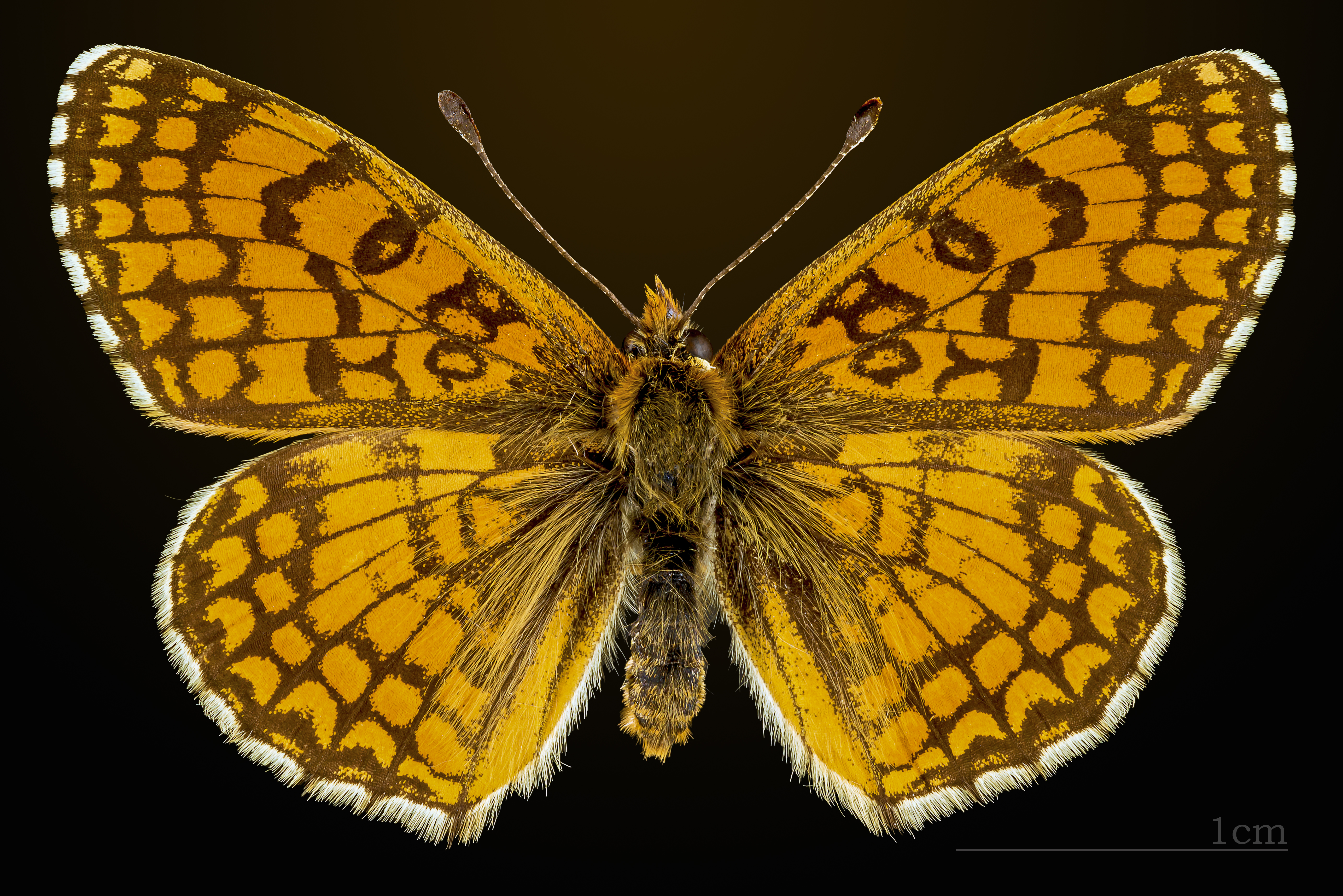
♂ Dorsum.
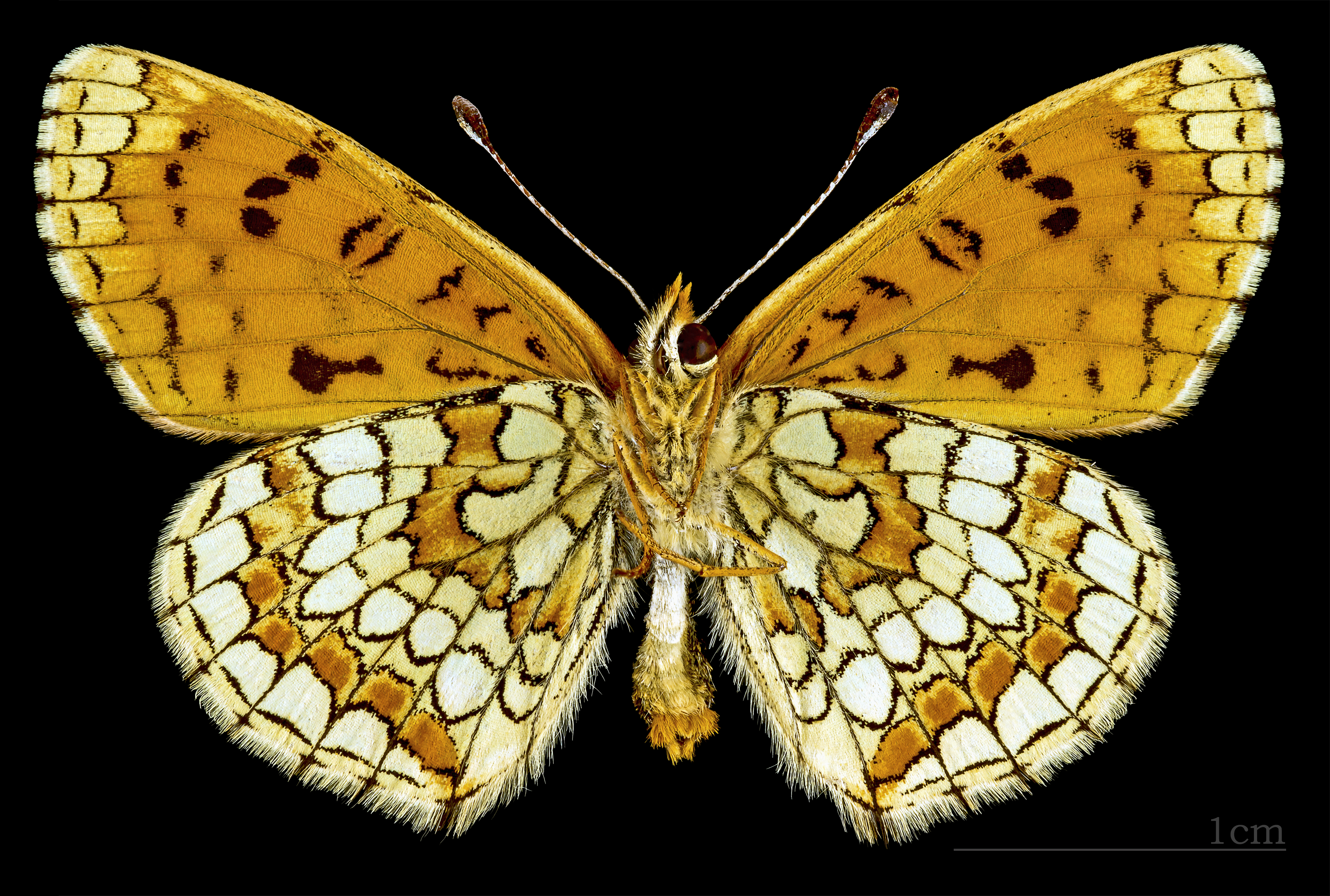
♂ △ Buksidan
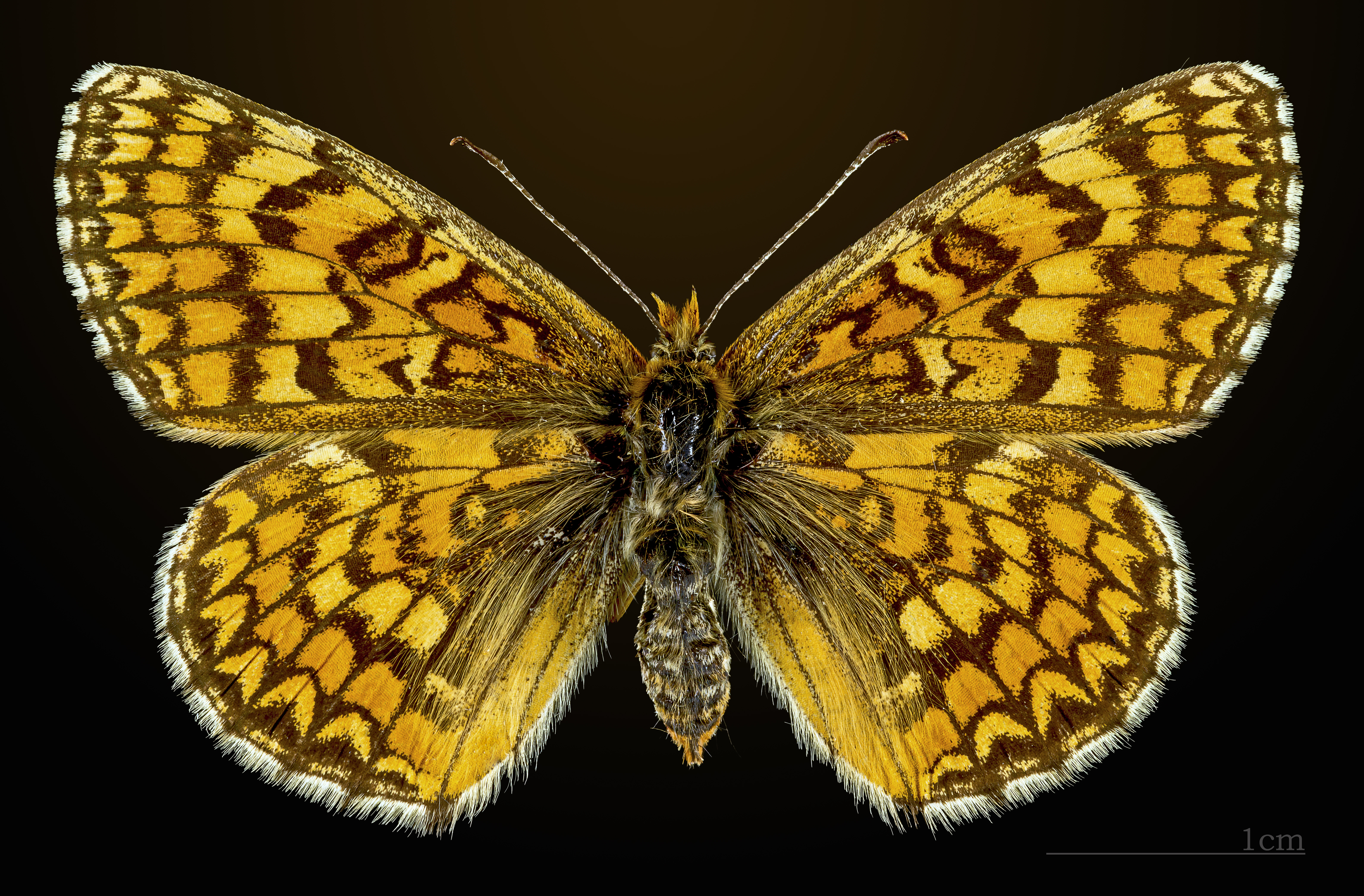
♀ Dorsum.
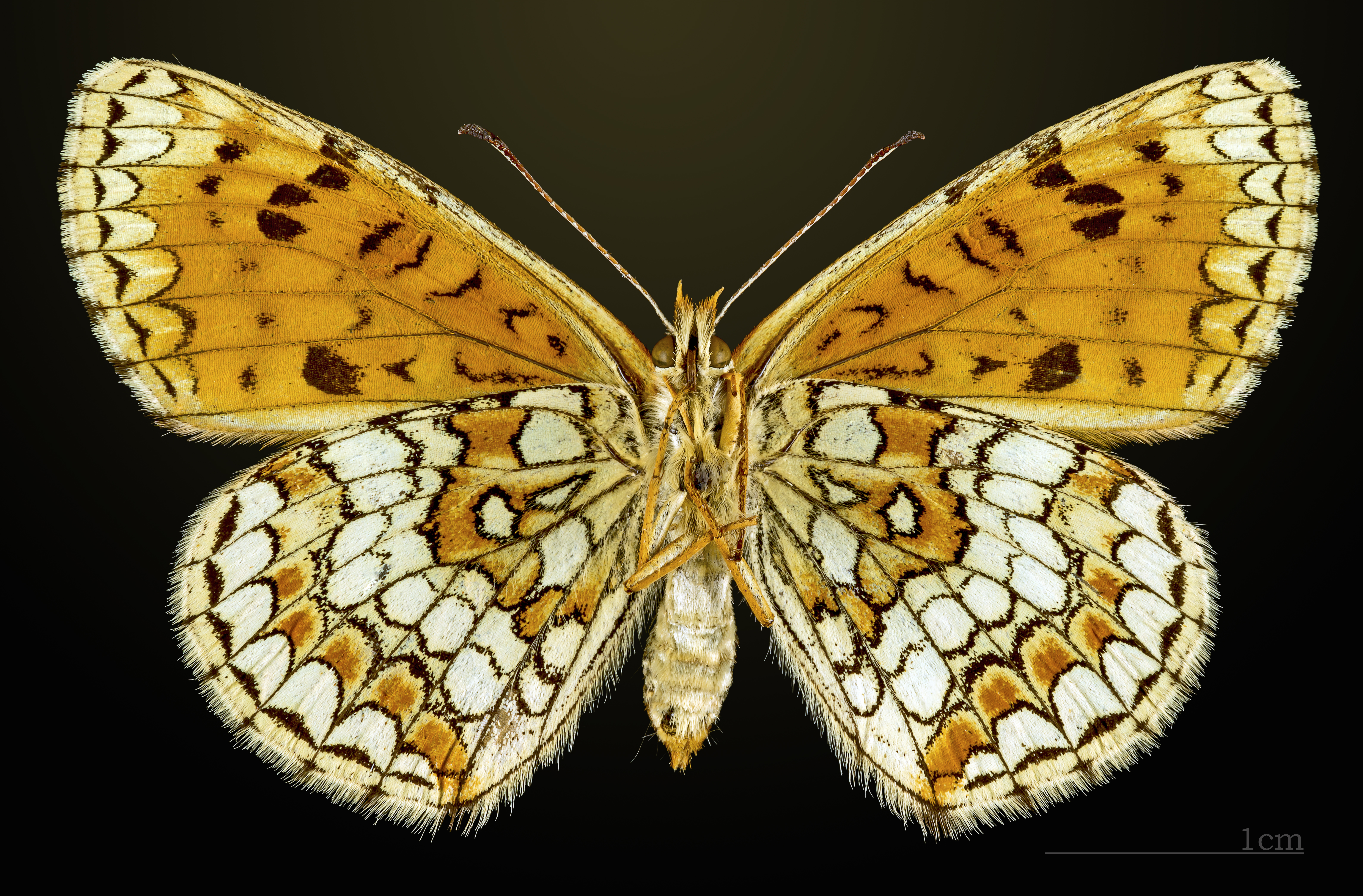
♀  △ Buksidan